# Saa gik 1942
|  | Denne artikel er oprettet af botten PalnaBot ud fra en ekstern database. Den kan derfor have sproglige fejl eller mangler. Denne skabelon kan fjernes efter kontrol af indholdet. |

Saa gik 1942 er en film med ukendt instruktør.

## Handling
1) Feriebørn besøger Magasin i København og trakteres med is. 2) Magasin erhverver hele kareen mellem Kgs. Nytorv, Østergade, Lille Kongensgade og Bremerholm i 1932-1940. 3) Det berører Ole Haslund Hus i Østergade 16, som flytter antikvitetsforretningen til Amagertorv. 4) I sommeren 1942 påbegynder Magasin sine store udvidelsesplaner. Et nyt stormagasin vil brede sig fra Østergade til Vingårdstræde og Kgs Nytorv til Nikolaj Plads. En flot model illustrerer projektet. 5) Sommerdag i Magasins feriekoloni på Storebjerg ved Hundested. 6) Man fejrer kongens fødselsdag med at uddele flag til børnene. 6) 5.-10. oktober afholdes en bordtennisturnering i hovedhallen. 7) Årets juleudstilling "Slaraffenland" åbner 23. november.